# François-Maurice Roganeau
François-Maurice Roganeau, geboren am 13. Januar 1883 in Bordeaux; gestorben am 30. Juni 1973 in Aix-en-Provence, war ein französischer Maler, Zeichner und Bildhauer.

## Leben und Werk
Er studierte zuerst an der École des Beaux-Arts in Bordeaux und war Schüler des Bildhauers Gaston Veuvenot Leroux und des Malers Paul François Quinsac. Nach dem Wechsel an die École des Beaux-Arts in Paris studierte er bei Jean-Léon Gérôme und Gabriel Ferrier.
Roganeau reiste viel und malte italienische, spanische, nordafrikanische und baskische Landschaften. Für den Pariser Musik- und Kunstbuchverleger Henri Laurens illustrierte er zahlreiche Werke, u. a. 24 Tafeln für Dantes Göttliche Komödie im Jahr 1912.
In der bedeutenden französischen Wochenzeitschrift L‘Illustration veröffentlichte Roganeau als Reaktion auf den deutschen Einmarsch nach Belgien 1914 die Karikatur „L‘Holocauste“ (Der Holocaust), in der er eine von den deutschen Angreifern zerstörte Stadt in Belgien in Trümmern und mit einem Berg von Leichen zeigt, auf dem ein Racheengel mit belgischer Fahne steht, mit der er die Gräueltaten der deutschen Soldaten an der belgischen Zivilbevölkerung geißelt.
1929 wurde Roganeau zum Direktor der École des Beaux-Arts in Bordeaux berufen. Das Amt hatte er bis 1958 inne. In die Geschichte der Raubkunst ging Roganeau ein, weil er die Kunstgegenstände erfasste und taxierte, die der Pariser Kunsthändler Paul Rosenberg vor seiner Flucht vor den Nationalsozialisten in einen Banktresor nach Südwestfrankreich in Sicherheit gebracht hatte und die dann 1941 von dem nationalsozialistischen Devisenschutzkommando geraubt wurden.

## Ehrungen
- 1906 erhielt er den Großen Preis (erster Rang) von Rom für Malerei für das Bild „La Famille“ (Die Familie) und den zweiten Großen Preis (zweiter Rang) für Bildhauerei.[7]
- 1932 zeichnete ihn der französische Staat mit dem Ritterkreuz der Ehrenlegion aus.[8]